# 白岩山崖墓
白岩山崖墓位於四川省乐山市市中区绿心街道竹公溪社区白岩山。白崖山古為樂山名勝，方誌稱「天馬雲龍，異常秀麗」。墓群分布在南起龍坡灣北至黑橋寬約800米的山坡上，前臨竹公溪，總數142座。從龍坡灣開始往北，崖墓規模逐漸變大。從1908年英國學者陶然士調查自崖山崖墓後，前來調查的中外學者古建築學家諸如梁思成、劉敦楨、陳明達、辜其一等均到此考察。
1956年8月16日公佈為四川省第一批歷史及革命文物保護單位。1980年7月7日重新公佈為四川省第一批文物保護單位。